# Еритроплазія Кейра
Еритроплазія Кейра — використовується для позначення карциноми in situ голівки статевого члена. Деякі медики вважають, що це захворювання може перерости в карциному.